# Jacques Laffillée
Jacques Laffillée, né le 9 février 1889 dans le 16e arrondissement de Paris et mort le 30 mai 1970 à Louveciennes (Yvelines), est un architecte français du XXe siècle.

## Œuvres
- Maison jumelée de Sceaux (1927)[2]
- Église Notre-Dame-de-la-Paix de Ribérac (1933)[3].
- Église Saint-Joseph de Pau (1935)[4].
- Statue équestre du maréchal Joffre, devant l'École militaire, place Joffre, dans le 7e arrondissement de Paris (1939)[5].
- Mausolée du maréchal Joffre à Louveciennes[6].
- Église Saint-Cyprien de Poitiers (1963-1965)[7], en association avec Marcel Baudoin.